# Alina Büchel
Alina Büchel, född 22 september 2004 i Schellenberg, är en före detta liechtensteinsk backhoppare. 
Büchel är Lichtensteins enda kvinnliga backhoppare genom tiderna, och håller det nationella rekordet med 80 meter, noterade i Eisenerz den 2 februari 2020. Som enda aktiv i sitt land så tränade hon med Österrikes elitträningsgrupp. Hon studerade vid skidgymnasiet i Stams i Österrike som många framgångsrika backhoppare tidigare.
Büshel deltog i Juniorvärldsmästerskapen i nordisk skidsport 2022 i Zakopane och slutade på fyrtiotredje plats. Büchel har även tävlat i FIS-cupen och kontinentalcupen i backhoppning, backhoppningens tredje och andra nivå under världscupen.
År 2023 berättade Büchel att hon avslutar karriären. 